# Paragomphus lacustris
Paragomphus lacustris là một loài chuồn chuồn ngô thuộc họ Gomphidae. Loài này có ở Cộng hòa Dân chủ Congo, Tanzania, và có thể cả Uganda. Môi trường sống tự nhiên của chúng là hồ nước ngọt.